# Ileana (okręg Călărași)
Ileana – wieś w Rumunii, w okręgu Călărași, w gminie Ileana. W 2011 roku liczyła 1002 mieszkańców.